# Maagdenhuis (Anvers)
Pour les articles homonymes, voir Maagdenhuis.
Le Maagdenhuis (Maison d'orphelines, litt. Maison de Vierges en néerlandais), est un ancien orphelinat pour filles fondé en 1552, et situé à Anvers. L'administration des hospices civils y fut établie en 1880, et le bâtiment est depuis 1925 la propriété du C.P.A.S., et abrite un musée.

## Collections du musée Maagdenhuis
La collection comporte entre autres des archives du XIIe siècle au XVIe siècle, des meubles, des poteries, ainsi que des peintures du XVe siècle au XVIIe siècles, avec notamment des œuvres de Pierre-Paul Rubens, Jacob Jordaens, Antoine van Dyck, Pieter Aertsen, Maarten de Vos, Maarten Pepijn et Otto Van Veen. 